# نیرو باجوا
نیرو باجوا (به انگلیسی: Neeru Bajwa) (زاده ۲۶ اوت ۱۹۸۱) (بازیگر کانادایی) است.
از کارهای معروف او می‌توان به بازی در فیلم (اگر ما ملاقات کنیم یا نکنیم، پرنده خمیری، فوت کردن ۲) (تهران) اشاره کرد.